# Erioptera kluaneana
Erioptera kluaneana är en tvåvingeart som beskrevs av Alexander 1955. Erioptera kluaneana ingår i släktet Erioptera och familjen småharkrankar. Inga underarter finns listade i Catalogue of Life.